# Dariusz Zagórski
Dariusz Zagórski (ur. 21 października 1966 w Starych Żukowicach) – polski piłkarz, występujący na pozycji napastnika. W barwach Stali Mielec w latach 1988–1991 rozegrał 56 meczów w I lidze.
Dariusz Zagórski do Resovii Rzeszów został sprowadzony przed sezonem 1985/1986 z Błękitnych Tarnów. Zadebiutował w niej 11 sierpnia 1985 w przegranym 0:1 meczu przeciwko Hutnikowi Kraków, natomiast pierwszego gola strzelił 8 września 1985 w zremisowanym 2:2 spotkaniu z Igloopolem Dębica. Była to jego jedyna bramka zdobyta w rundzie jesiennej, po której klub zajmował 13. miejsce. Wiosną również raz trafił do siatki rywali, a uczynił to w marcowym pojedynku z Ursusem Warszawa. W kolejnych rozgrywkach zdobył gola w wygranym 2:0 meczu z Bronią Radom, a jego klub zakończył sezon na 10. miejscu w tabeli.
W sezonie 1987/1988 Zagórski rozegrał w barwach Resovii 29 meczów i strzelił trzy gole. Przed kolejnym rozgrywkami opuścił rzeszowski zespół i przeszedł do Stali Mielec. W jej barwach zadebiutował w I lidze i strzelił także pierwszego gola. Uczynił to w swoim drugim sezonie występów w mieleckim zespole w meczu z Widzewem Łódź, wygranym przez Stal 4:1. Kolejne bramki w najwyższej polskiej klasie rozgrywkowej zdobył w spotkaniach z Olimpią Poznań oraz Lechem Poznań (honorowe trafienie w przegranym 6:1 pojedynku z późniejszym mistrzem Polski). W sezonie 1990/1991 Zagórski także regularnie grał w podstawowym składzie i wystąpił w 19 meczach, strzelając jednego gola. W 1991 odszedł do Korony Kielce w rozliczeniu za transfer Wiesława Bartkowskiego. Okazał się dużym wzmocnieniem linii ofensywnych kieleckiego zespołu, jednak w sezonie 1992/1993 nie pomógł mu utrzymać się w II lidze.